# Warren Fury
Pour les articles homonymes, voir Fury.
Pas d'image ? Cliquez ici

a Compétitions nationales et continentales officielles uniquement.

b Matchs officiels uniquement.
Dernière mise à jour le 20 juillet 2010.
Warren Llewellyn Fury, né le 10 décembre 1985 à Swansea, est un joueur de rugby à XV international gallois. Il évolue au poste de demi de mêlée au sein de l'effectif des London Irish.

## Carrière

### En club
Il a suivi une formation dans les équipes de jeunes des London Wasps, avant de rejoindre les London Irish en juillet 2007. Il y reste pour deux saisons et revient jouer pour les Wasps en 2009.
- 2004-2007 : London Wasps
- 2007-2009 : London Irish
- depuis 2009 : London Wasps

### En équipe nationale
Appelé dans le groupe du pays de Galles pour la tournée d'été en Afrique du Sud, il honore sa première sélection, lors du match disputé le 7 juin 2008 face aux Springboks. 

## Palmarès

### En équipe nationale
- 2 sélections en équipe du pays de Galles depuis 2008
- 0 essai (0 points)
- Sélections par année : 2 en 2008
- Tournoi des Six Nations disputé : aucun